# Vitulazio

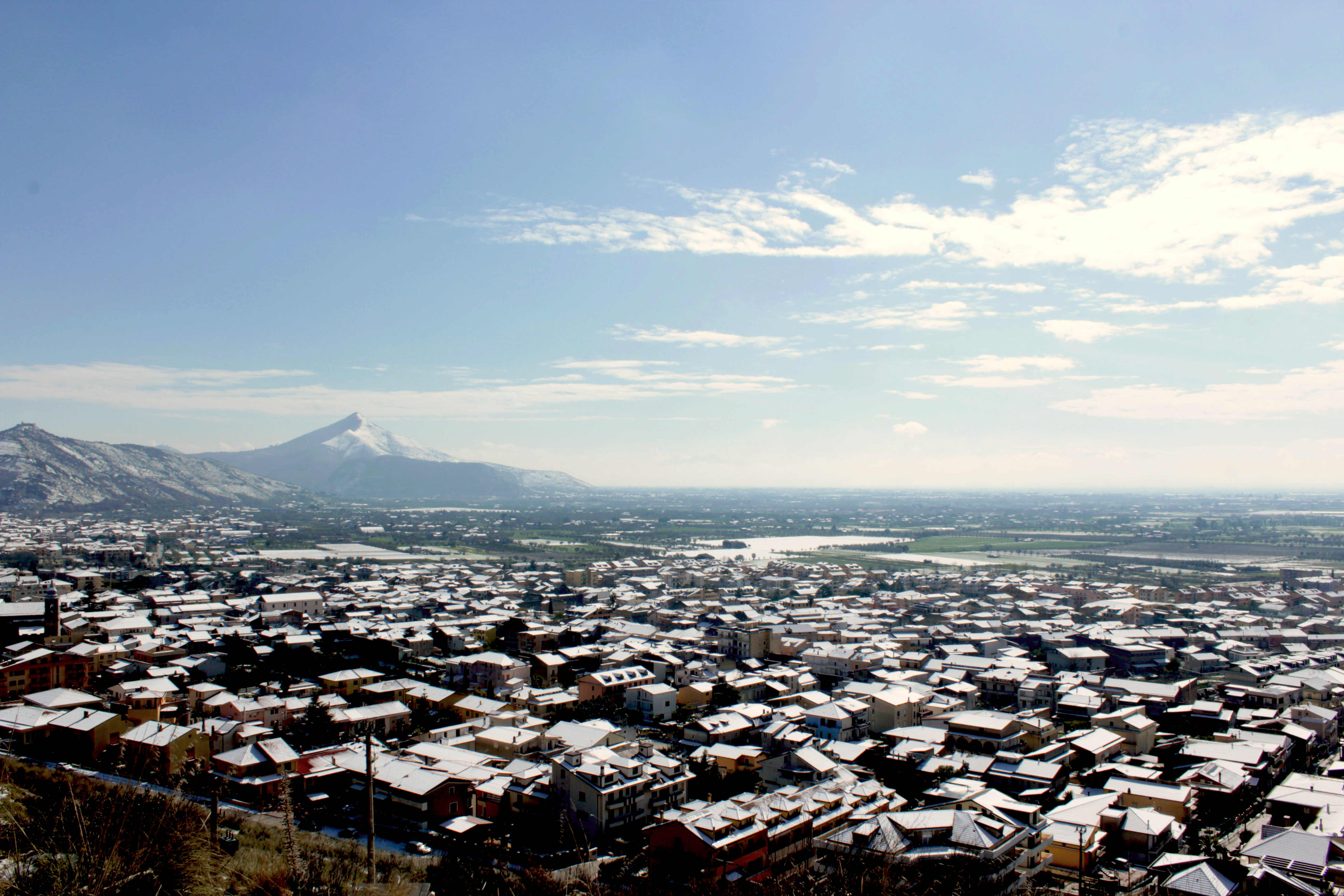
Chute de neige extraordinaire du 27 février 2018 sur la commune de Vitulazio (CE)

Vitulazio est une commune de la province de Caserte dans la Campanie en Italie.

## Administration
| Période                                  | Période  | Identité        | Étiquette | Qualité |
| ---------------------------------------- | -------- | --------------- | --------- | ------- |
| 20 Juin 2009                             | En cours | Achille Cuccari |           |         |
| Les données manquantes sont à compléter. |          |                 |           |         |

### Communes limitrophes
Bellona, Camigliano, Capoue, Grazzanise, Pastorano, Pignataro Maggiore

## Jumelages
- La Courneuve (France)